# Ambernac
Ambernac település Franciaországban, Charente megyében. Lakosainak száma 377 fő (2022. január 1.). Ambernac Alloue, Ansac-sur-Vienne, Manot, Saint-Coutant, Saint-Laurent-de-Céris és Terres-de-Haute-Charente községekkel határos.

## Népesség
A település népessége az elmúlt években az alábbi módon változott:
| Lakosok száma | 571  | 441  | 430  | 383  | 386  | 367  | 368  | 380  | 379  | 377  |
|               | 1968 | 1982 | 1990 | 2006 | 2013 | 2015 | 2017 | 2019 | 2020 | 2022 |